# Bertram från Minden

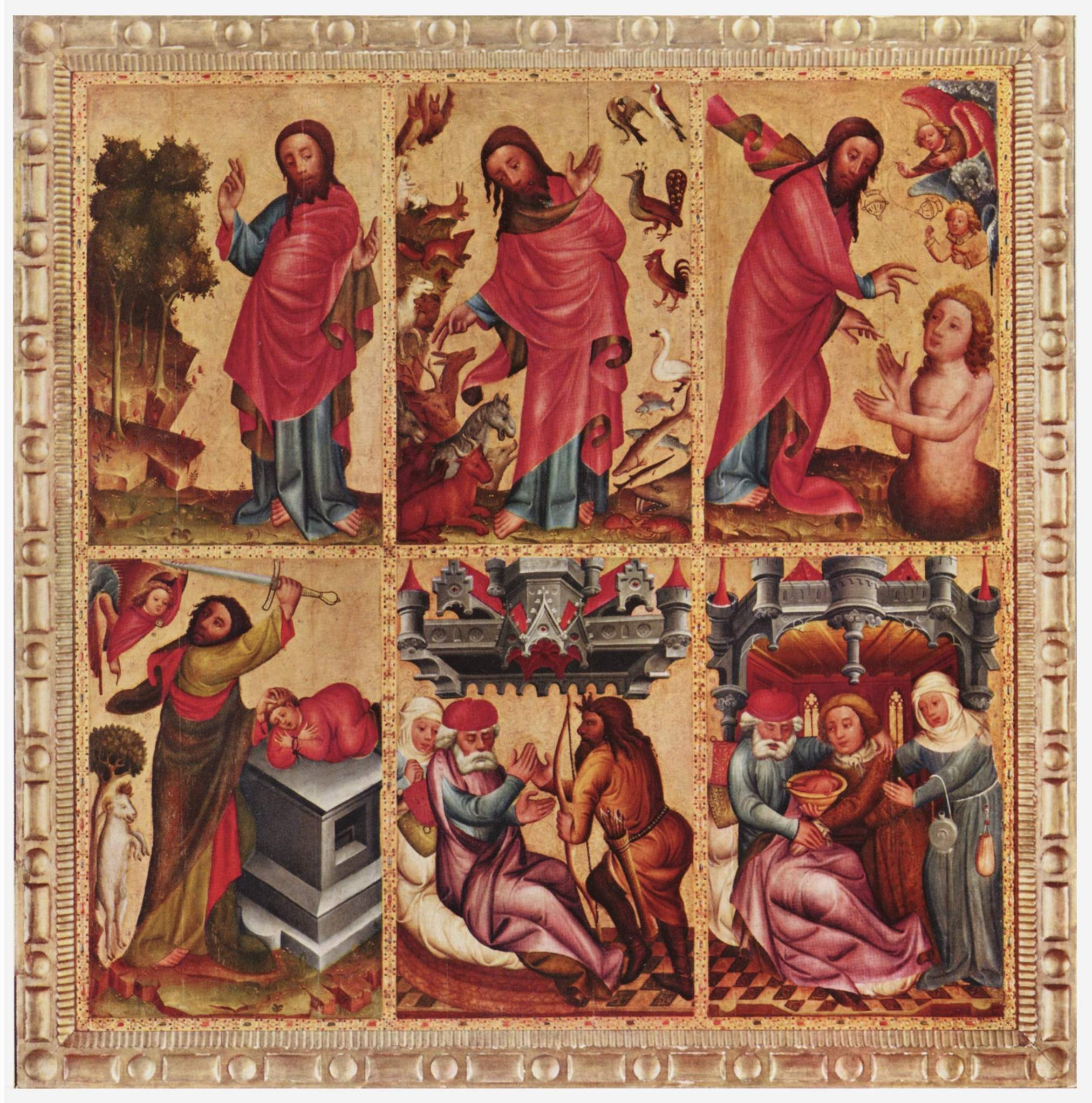
Del av Grabow-altaret

Bertram, född ca 1345 i Minden, död ca 1415, även kallad Meister Bertram (von Minden), var tysk målare och skulptör. 
Han var verksam i Hamburg där han utförde sitt märkligaste arbete, Grabow-altaret, till S:t Petrikyrkan. Altaret, som färdigställdes 1379, var den tidens största och mest betydande nordgermanska målning och förvaras nu i Kunsthalle i Hamburg. 
Bertram var en gotisk målare med främst religiösa motiv. Mimisk tydlighet och uttrycksfull berättarkonst utmärker hans verk. Hans stil är mindre känslosam än den hos hans nästa samtida kollega i Hamburg, Meister Francke, men är ändå mycket tilltalande. 
Bertram framställde även skulpturer, företrädesvis i trä.
Efter renässansen blev Bertram helt bortglömd ända till slutet av 1800-talet när han tillsammans med Meister Francke återupptäcktes och offentliggjordes av Alfred Lichtwark, dåvarande chef för Kunsthalle.